# Jonathan Battishill
Jonathan Battishill, né en mai 1738 à Londres et mort le 10 décembre 1801 à Islington, est un organiste et compositeur britannique.

## Biographie
Jonathan Battishill fait d'abord des études comme choriste à la cathédrale Saint-Paul de Londres en 1747. Il étudie ensuite avec William Savage. Il devient organiste assistant sous Boyce à la chapelle royale puis claveciniste à Covent Garden ainsi qu'organiste de plusieurs paroisses londoniennes. Il écrit notamment l'opéra Almena avec Michael Arne, créé au Théâtre de Drury Lane le 2 novembre 1764, ainsi qu'une pantomime, The Rites of Hecate, crée au Théâtre de Drury Lane le 26 décembre 1763. Il a aussi composé de nombreux anthems, des glees et des chansons populaires.